# Landtagswahlkreis Elbe-Elster I
Der Wahlkreis Elbe-Elster I (Wahlkreis 36) ist ein Landtagswahlkreis in Brandenburg. Er umfasst die Städte Falkenberg/Elster, Finsterwalde, Herzberg (Elster), Schönewalde, Sonnewalde und Uebigau-Wahrenbrück sowie die Ämter Kleine Elster (Niederlausitz) und Schlieben aus dem Landkreis Elbe-Elster. Wahlberechtigt waren bei der letzten Landtagswahl 43.996 Einwohner.

## Landtagswahl 2024
Bei der Landtagswahl 2024 wurde Peter Drenske im Wahlkreis direkt gewählt. 
Die weiteren Ergebnisse:
| Gegenstand der Nachweisung | Gegenstand der Nachweisung | Erst- stimmen | Erst- stimmen | Zweit- stimmen | Zweit- stimmen |
| Bewerber                   | Partei                     | Anzahl        | %             | Anzahl         | %              |
| -------------------------- | -------------------------- | ------------- | ------------- | -------------- | -------------- |
| Wahlberechtigte            | Wahlberechtigte            | 43.996        | 43.996        | 43.996         | 43.996         |
| Wählende                   | Wählende                   | 32.114        | 73,0 %        | 32.114         | 73,0 %         |
| Ungültige Stimmen          | Ungültige Stimmen          | 519           | 1,6 %         | 314            | 1,0 %          |
| Gültige Stimmen            | Gültige Stimmen            | 31.595        | 98,4 %        | 31.800         | 99,0 %         |
| davon                      |                            |               |               |                |                |
| Dominic Hake               | SPD                        | 8.757         | 27,7 %        | 9.212          | 29,0 %         |
| Peter Drenske              | AfD                        | 11.480        | 36,3 %        | 10.383         | 32,7 %         |
| Rainer Genilke             | CDU                        | 7.016         | 22,2 %        | 4.069          | 12,8 %         |
| Hanna Große Holtrup        | GRÜNE                      | 554           | 1,8 %         | 470            | 1,5 %          |
| –                          | Die Linke                  | -             | -             | 695            | 2,2 %          |
| Ronny Zierenberg           | BVB/FW                     | 3.421         | 10,8 %        | 1.007          | 3,2 %          |
| Johannes Sven Hänig        | FDP                        | 367           | 1,2 %         | 190            | 0,6 %          |
| –                          | Tierschutzpartei           | -             | -             | 564            | 1,8 %          |
| –                          | Plus (Piraten, ÖDP, Volt)  | -             | -             | 168            | 0,5 %          |
| –                          | BSW                        | -             | -             | 4.719          | 14,8 %         |
| –                          | III. Weg                   | -             | -             | 45             | 0,1 %          |
| –                          | DKP                        | -             | -             | 26             | 0,1 %          |
| –                          | DLW                        | -             | -             | 191            | 0,6 %          |
| –                          | WU                         | -             | -             | 61             | 0,2 %          |

## Landtagswahl 2019
Bei der Landtagswahl 2019 wurde Peter Drenske im Wahlkreis direkt gewählt. Die weiteren Ergebnisse:
| Direktkandidat        | Partei           | Erststimmen in % | Zweitstimmen in % |
| --------------------- | ---------------- | ---------------- | ----------------- |
| Barbara Heckenschmidt | SPD              | 23,4             | 26,1              |
| Rainer Genilke        | CDU              | 24,3             | 19,5              |
| Aaron Birnbaum        | Die Linke        | 9,0              | 8,8               |
| Peter Drenske         | AfD              | 25,5             | 26,5              |
| Friedericke Ullrich   | GRÜNE            | 5,2              | 5,2               |
| Axel Eckert           | BVB/FW           | 8,6              | 5,9               |
| –                     | PIRATEN          | –                | 0,7               |
| Reiko Mahler          | FDP              | 4,1              | 4,1               |
| –                     | ÖDP              | –                | 0,4               |
| –                     | Tierschutzpartei | –                | 2,5               |
| –                     | V-Partei³        | –                | 0,3               |

## Landtagswahl 2014
Bei der Landtagswahl 2014 wurde Rainer Genilke im Wahlkreis direkt gewählt.
Die weiteren Wahlkreisergebnisse:
| Direktkandidat           | Partei    | Erststimmen in % | Zweitstimmen in % |
| ------------------------ | --------- | ---------------- | ----------------- |
| Barbara Hackenschmidt    | SPD       | 27,5             | 32,8              |
| Carolin Steinmetzer-Mann | Die Linke | 20,5             | 15,9              |
| Rainer Genilke           | CDU       | 31,4             | 27,0              |
| Gerhard Strauß           | GRÜNE     | 3,6              | 2,9               |
|                          | FDP       | -                | 1,3               |
|                          | NPD       | -                | 2,4               |
| Iris Schülzke            | BVB/FW    | 17,0             | 5,5               |
|                          | REP       | -                | 0,3               |
|                          | DKP       | -                | 0,2               |
|                          | AfD       | -                | 10,5              |
|                          | PIRATEN   | -                | 1,2               |

## Landtagswahl 2009
Bei der Landtagswahl 2009 wurde Carolin Steinmetzer-Mann im Wahlkreis direkt gewählt.
Die weiteren Wahlkreisergebnisse:
| Direktkandidat           | Partei              | Erststimmen in % | Zweitstimmen in % |
| ------------------------ | ------------------- | ---------------- | ----------------- |
| Barbara Hackenschmidt    | SPD                 | 25,9             | 32,4              |
| Carolin Steinmetzer-Mann | Die Linke           | 31,5             | 26,7              |
| Rainer Genilke           | CDU                 | 24,8             | 23,0              |
| -                        | DVU                 | -                | 02,0              |
| Klaus Peschel            | GRÜNE               | 03,8             | 03,1              |
| Johannes Wohmann         | FDP                 | 08,8             | 07,0              |
| -                        | 50 Plus             | -                | 00,6              |
| -                        | DKP                 | -                | 00,1              |
| -                        | REP                 | -                | 00,3              |
| -                        | Die-Volksinitiative | -                | 00,4              |
| Michael Grabow           | NPD                 | 03,2             | 02,5              |
| -                        | RRP                 | –                | 00,5              |
| Ronald Kulok             | Freie Wähler        | 02,1             | 01,6              |

## Landtagswahl 2004
Die Landtagswahl 2004 hatte folgendes Ergebnis:
| Direktkandidat        | Partei          | Erststimmen in % | Zweitstimmen in % |
| --------------------- | --------------- | ---------------- | ----------------- |
| Barbara Hackenschmidt | SPD             | 26,3             | 32,2              |
| Wilfried Schrey       | CDU             | 28,1             | 22,5              |
| Carolin Steinmetzer   | PDS             | 32,5             | 25,7              |
| –                     | DVU             | –                | 07,8              |
| Klaus Peschel         | GRÜNE           | 03,2             | 01,8              |
| Michael Walter        | FDP             | 05,6             | 03,9              |
| Michael Buchweitz     | AfW             | 04,3             | 00,8              |
| –                     | AUB-Brandenburg | –                | 00,3              |
| –                     | DKP             | –                | 00,1              |
| –                     | GRAUE           | –                | 00,5              |
| –                     | FAMILIE         | –                | 02,6              |
| –                     | 50 Plus         | –                | 01,1              |
| –                     | JA              | –                | 00,4              |
| –                     | Offensive D     | –                | 00,1              |
| –                     | BRB             | –                | 00,3              |